# Sherborneska opatija
Sherborneska opatija je anglikanska opatija u Sherborneu, okrugu Dorsetu u Engleskoj. Puno ime na engleskom joj je The Abbey Church of St Mary the Virgin, što bi u prijevodu na hrvatski jezik bilo Opatijska crkva sv. Marije Djevice. Kraće ju se na engleskom jeziku zove Sherborne Abbey. 
Bila je anglosaskom katedralom 705. – 1075., benediktinskom opatijom 998. – 1539. a danas je župnom crkvom.
Posvećena je svetoj Mariji. 

## Povijest
Vjerojatno je da se je na njenom mjestu nekad nalazila keltska crkva koja se je zvala Lanprobi. Smatra se da je jedna od osoba koji su ju osnovali bio Kenwalc odnosno Cenwalh, kralj Zapadnih Sasa.

## Vanjske poveznice
- Službena stranica
- Članak Sherborne Abbey u: Catholic Encyclopedia. New York: Robert Appleton Company. 1913.